# ТЕС Шахджибазар
ТЕС Шахджибазар – теплова електростанція на північному сході Бангладеш, яка належить державній компанії Bangladesh Power Development Board (BPDB).
У 1968-му на майданчику станції ввели в експлуатацію газову турбіну потужністю 14,8 МВт, яку наступного року доповнили ще шістьома турбінами, дві з яких мали такий же показник у 14,8 МВт, а чотири – по 15 МВт. Всі вони були встановлені на роботу у відкритому циклі та мали димарі для видалення продуктів згоряння висотою по 15 метрів. Постачальником турбін виступила швейцарська компанія Brown Boveri.
Наразі всі сім турбін першої черги вивели з експлуатації – у 1996-му турбіни №1, №3 (по 14,8 МВт) та №7 (15 МВт), потім зупинили №2 (14,8 МВт) та №4 (15 МВт), а в 2011-му через технічні проблеми припинили роботу турбіни №5 та 6 (по 15 МВт).
Натомість у 2000-му стали до ладу дві газові турбіни потужністю по 35 МВт. Вони працюють у відкритому циклі та мають фактичну чисту паливну ефективність у 27,8% - 28,8%, проте існують плани доповнення їх у першій половині 2020-х років котлами-утилізаторами та паровою турбіною потужністю 35 МВт, що має створити більш енергоефективний парогазовий блок комбінованого циклу.
В 2016-му на майданчику станції став до ладу енергоблок комбінованого парогазового циклу потужністю 330 МВт, який має дві газові турбіни, котрі через відповідну кількість котлів-утилізаторів живлять одну парову турбіну. Фактична чиста паливна ефективність цього блоку становить біля 40%.
У 2019-му ввели в експлуатацію ще одну встановлену на роботу у відкритому циклі газову турбіну потужністю 100 МВт.
У певний момент для покриття зростаючого попиту на електроенергію у Бангладеш почали широко використовувати практику оренди генеруючих потужностей – державна BPDB укладала угоди із приватними компаніями, які розміщували на майданчиках існуючих теплоелектростанцій генеруючі установки на основі двигунів внутрішнього згоряння, котрі могли бути швидко змонтовані, а в майбутньому демобілізовані. Зокрема, в 2008-му на ТЕС Шахджибазар стали до роботи 27 установок Caterpillar G-3520 загальною потужністю 50 МВт від компанії Hosaf Group). А в 2009-му тут запустили 32 установки General Electric Jenbacher JGS 620 GS-N.L загальною потужністю 92,8 МВт (законтрактована потужність – 86 МВт) від Shahjibazar Power. Паливна ефективність цих генераторних установок з двигунами внутрішнього згоряння становить біля 28%.
Сама поява станції була пов’язана із початком розробки газового родовища Хабігандж від якого до неї проклали трубопровід довжиною лише 2,5 км та діаметром 200 мм, що призначався для транспортування 1 млн м3 на добу. Наразі Хабігандж знаходиться на завершальному етапі розробки, проте через цей район проходить важливий бангладеський газотранспортний коридор Кайлаштіла – Ашугандж. 
Видача продукції відбувається по ЛЕП, розрахованим на роботу під напругою 132 кВ.